# Charlie Parsley
Charles H. "Charlie" Parsley (nacido el 13 de octubre de 1925 en London, Kentucky y fallecido el 1 de octubre de 1997) fue un jugador de baloncesto estadounidense que disputó una temporada en la NBA, además de jugar en la NPBL y la ABL. Con 1,88 metros de estatura, jugaba en la posición de base.

## Trayectoria deportiva

### Universidad
Jugó durante su etapa universitaria con los Hilltoppers de la Universidad de Kentucky Occidental.

### Profesional
Comenzó su andadura profesional en 1949 con los Philadelphia Warriors de la NBA, con los que disputó nueve partidos, promediando 2,4 puntos. Tras ser despedido, fichó por los Hartford Hurricanes de la ABL, acabando la temporada promediando 10,9 puntos por partido.
Al año siguiente fichó por los Kansas City Hi-Spots de la NPBL, donde promedió 2,0 puntos por encuentro.

## Estadísticas de su carrera en la NBA

### Temporada regular
| Temporada | Edad | Equipo                | Liga | Pos. | P | TIT | MIN | TC  | TCA | %TC  | 3P | 3PA | %3P | TL  | TLA | %TL  | R.OF. | R.DEF. | REB | ASIS | ROB | TAP | PER | FP  | PTS |
| 1949-50   | 24   | Philadelphia Warriors | NBA  |      | 9 |     |     | 0.9 | 3.4 | .258 |    |     |     | 0.7 | 0.8 | .857 |       |        |     | 0.9  |     |     |     | 0.8 | 2.4 |
| Total     |      |                       | NBA  |      | 9 |     |     | 0.9 | 3.4 | .258 |    |     |     | 0.7 | 0.8 | .857 |       |        |     | 0.9  |     |     |     | 0.8 | 2.4 |